# Connected (canción de Stereo MCs)
«Connected» (en español: «Conectada» o «Conectado») es el primer sencillo del tercer álbum de estudio Connected de la banda Stereo MCs. Alcanzó el puesto #20 en el Billboard Hot 100 de EE. UU. y subió al puesto #18 en el UK Top 75 Chart. La canción apareció en la película Hackers, protagonizada por Angelina Jolie y Jonny Lee Miller. Rob Lowe personalmente eligió la canción para que fuera parte de su programa del 2004, Dr. Vegas. También apareció en la película Saving Silverman. También fue usada en los anuncios de la promoción del programa de USA Network, Burn Notice y The Phone House. La canción incluye el sample del clásico de música disco "(Let Me) Let Me Be Your Lover" de Jimmy "Bo" Horne y contiene las voces sampleadas de "Now That We Found Love" de la banda de reggae Third World.

## Lista de canciones
| CD maxi - Germany, UK 1. "Connected" (editado) — 4:05 2. "Connected" (larga duración) — 5:16 3. "Disconnected" — 6:06 4. "Fever" — 3:15 7" sencillo 1. "Connected" (editado) — 3:59 2. "Fever" — 3:15 | 12" maxi - Alemania, UK 1. "Connected" (larga duración) — 5:12 2. "Connected" (reprise) — 1:43 3. "Disconnected" — 6:04 4. "Fever" — 3:15 12" maxi - Promo - France 1. "Connected" (future sound of London mix) — 6:19 2. "Disconnected" — 6:04 |

## Posicionamiento en listas
| Listas (1992-1993)                       | Mejor posición |
| ---------------------------------------- | -------------- |
| Australia (ARIA)                         | 47             |
| Austria (Ö3 Austria Top 40)              | 5              |
| Bélgica (Flandes) (Ultratop 50)          | 19             |
| Canadá (Canadian RPM Dance)              | 7              |
| Canadá (RPM Top Singles)                 | 32             |
| Estados Unidos (Billboard Hot 100)       | 20             |
| Estados Unidos (Hot Dance Singles Sales) | 26             |
| Estados Unidos (Modern Rock Tracks)      | 5              |
| Estados Unidos (Rhythmic Top 40)         | 38             |
| Estados Unidos (Top 40 Mainstream)       | 11             |
| Francia (SNEP)                           | 27             |
| Países Bajos (Mega Single Top 100)       | 54             |
| Nueva Zelanda (Recorded Music NZ)        | 24             |
| Reino Unido (UK Singles Chart)           | 18             |
| Suecia (Sverigetopplistan)               | 8              |
| Suiza (Schweizer Hitparade)              | 6              |